# مجموعة مفتوحة

تشكل النقاط الحمراء في هذه الدائرة مجموعة مفتوحة، ويشكل اجتماع النقاط الحمراء والنقاط الزرقاء مجموعة مغلقة.

في الطوبولوجيا، تدعى المجموعة U بالمجموعة المفتوحة (بالإنجليزية: Open set)‏ إذا كان، ابتداءً من أي نقطة x في المجموعة U من الممكن التحرك في أي اتجاه بشكل بسيط دون الخروج خارج المجموعة.
بشكل آخر، إن المسافة بين أي نقطة x في المجموعة U ومحيط المجموعة U تكون دائماً أكبر من الصفر.
وبصفة عامة في فضاء طوبولوجي (E,T)  المجموعات المفتوحة أو  المفتوحات اختصارا هي عناصر T. يشكل هذا المفهوم مفهوما هاما وأساسيا في الرياضيات.

## تعريف
توجد عدة تعاريف للمفهوم، تختلف حسب نوع الفضاء. لكنها لا تتعارض مع تعريف عام:
حيث E مجموعة ما و T مجموعةٌ عناصرها هي مجوعات جزئية لِ E, إذا تحققت الخاصياتُ  الثلاثة الآتية مجتمعةً:
1. الفراغُ والشمولُ: المجموعة الفارغة Ø و E عضوان في T.
2. الوَصْل: أيُ اتحادٍ لاعضاء من T ينتمي لِ T (إن كان نهائياً أو غير نهائي).
3. البَيْن: تقاطع أي مجموعتين من T ينتمي هو أيضا لِ T (ليس ضروريا ان ينتمي تقاطع عدد لا نهائي من المجموعات من داخل T إلى TT).

و في هذه الحالة نسمي T طوبولوجيّةً الفضاء، والمجموعات الاعضاء فيها نسميهن المجموعات المفتوحة في الفضاء. مجموعةٌ التي مكَمّلتها مجموعة مفتوحة تُسمّى مجموعة مغلقة.
بالنسبة للفضائات المترية فنقول أن مجموعة هي مجموعة مفتوحة اٍذا كان بالنسبة لأي عنصر x من المجموعة، فاٍنه يوجد عدد حقيقي r موجب قطعا، حيت تكون الفلكة التي مركزها x وشعاعها r مضمونة في المجموعة.

## أمثلة
في مجموعة الأعداد الحقيقية يتقاطع مفهوم المجموعة المفتوحة مع مجال مفتوح. فكل مجموعة مفتوحة هي اتحاد مجالات مفتوحة قابلة للعد متفارقة (منفصلة) فيما بينها مثنى مثنى.